# Die Hard: Vendetta
Die Hard: Vendetta es un videojuego de disparos en primera persona que fue sacado al mercado en el año 2002 para la Nintendo GameCube. Después fue lanzado tanto para PlayStation 2 y Xbox. Este juego no debe confundirse con el juego Die Hard: Nakatomi Plaza, el cual fue sacado al mercado el mismo año y siendo del mismo género para PC.
Tuvo lugar después de las tres primeras películas de Die Hard. Los jugadores tendrán que afrontar las dificultades del teniente John McClane frente a los terroristas. Reginald VelJohnson retoma su papel como Al Powell esta vez con el rango de capitán, y la hija de McClane, Lucy, tiene el rol de agente del cuerpo de policía de Century City en Los Ángeles.
La historia del juego dejó de ser considerada la continuación de la trilogía desde el lanzamiento de la película Live Free or Die Hard, ya que contradice muchos elementos.

## Jugabilidad
Die Hard: Vendetta se separa de otros juegos de acción en primera persona con su trama y sus elementos. Esto incluye situaciones de rehenes que tienen múltiples resultados, rompecabezas medioambientales y las interacciones de personajes NPC. John McClane se puede comunicar con varios NPC con el fin de obtener consejos sobre cómo superar las numerosas situaciones en el juego.
McClane también puede tomar como rehenes a los enemigos, los cuales reaccionarán de forma diferente dependiendo del rango de los rehenes. Los disparos a la cabeza en el juego son recompensados con una secuencia que muestra la cámara panorámica que utiliza un efecto tiempo bala (similar a un efecto de Max Payne).

## Sinopsis
La historia comienza con un pequeño tutorial para familiarizarse con los controles del juego y las acciones básicas. Después del breve entrenamiento, y por medio de la televisión, en una presentación de un famoso cuadro para una galería de arte, se produce un pequeño altercado, en el que está involucrada Lucy McClane, que también forma parte del cuerpo de la policía. Desde ese momento, se irán sucendiendo varios actos terroristas, encabezados por Piet Gruber, el hijo de Hans Gruber (interpretado por Alan Rickman en Die Hard).

## Música y sonido FX
En el juego se perciben unos efectos sonoros que pasan desapercibidos, puesto que no resaltan excesivamente. En cuestiones de doblaje, como es el caso del español, aunque el juego esté doblado por la misma persona que dobla las películas, Ramón Langa, las traducciones parecen literales y es posible encontrarse con alguna frase sin mucho sentido.
Las explosiones, disparos, golpes, puñetazos, sirenas de coches y todos los sonidos en general gozan de una calidad media, y gracias a un sistema de sonido envolvente, se lucir un sistema de posicionamiento decente.
En cuanto a la música del juego, dispone de una variedad escasa, puesto que en varios niveles diferentes se escucha la misma música constantemente. Dentro de la escasa variedad, destacan temas de música clásica.